# Chris Clark (giocatore di football americano)
Chris Clark (New Orleans, 1º ottobre 1985) è un giocatore di football americano statunitense che gioca nel ruolo di offensive tackle per i Carolina Panthers della National Football League (NFL). Al college ha giocato a football alla Southern Mississippi University.

## Carriera professionistica
Dopo non essere stato scelto nel Draft NFL 2008, Clark firmò coi Tampa Bay Buccaneers, venendo svincolato dopo breve tempo. Trascorse due stagioni con i Minnesota Vikings senza mai scendere in campo fino a che nel 2010 passò ai Denver Broncos, disputando quell'anno le prime otto gare da professionista. Nelle due stagioni successive disputò sempre tutte le 16 gare stagionali, finché nel 2013 divenne stabilmente titolare della linea offensiva dei Broncos, che raggiunsero il Super Bowl XLVIII, perso contro i Seattle Seahawks.
Il 31 agosto 2015, Clark fu scambiato con gli Houston Texans per una scelta del settimo giro del Draft 2016.

## Palmarès

### Franchigia
- American Football Conference Championship: 1

Denver Broncos: 2013